# Vugar Alakbarov
Pour les articles homonymes, voir Alakbarov.
Vugar Alakbarov (en azéri Vüqar Ələkbərov) est un boxeur azerbaïdjanais né le 5 janvier 1981 à Mingəçevir.

## Carrière
Aux Jeux olympiques d'été de 2000, il combat dans la catégorie des poids moyens et remporte la médaille de bronze. Il participe aussi aux Jeux d'Athènes en 2004 où il termine cinquième.